# 하랄 2세 (덴마크)

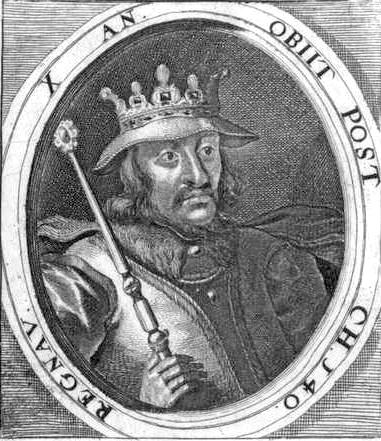
올라프 1세

하랄 2세(덴마크어: Harald II, 생년 미상 ~ 1018년)는 덴마크의 국왕(재위: 1014년 ~ 1018년)이다.

## 생애
스베인 튜구스케그(스벤 1세)의 아들로 태어났다. 스벤 1세가 잉글랜드에서 애셀레드 2세를 상대로 전쟁을 벌이는 동안에는 덴마크의 섭정 역할을 수행했다.
1014년 스벤 1세가 잉글랜드에서 사망하면서 덴마크의 국왕으로 즉위했다. 1018년에 사망했으며 덴마크의 왕위는 그의 동생인 크누트 대왕이 승계받았다.
| 전임 스베인 튜구스케그 | 덴마크의 국왕 1014년 ~ 1018년 | 후임 크누트 대왕 |